# TechniSat
 (mars 2017).
TechniSat a été créé en 1987 à Daun par Peter Lepper. En 1992, TechniSat lance alors la plus petite antenne numérique au monde. En 2007, elle a lancé sa propre chaîne TechniTipp-TV, qui a fermé en septembre 2008. En 2009, TechniSat a réalisé un chiffre d'affaires de près de 350 millions d'euros (contre 305 millions en 2008).